# Marian Pigan
Marian Pigan (ur. 1972) – polski leśnik, w latach 2008–2012 dyrektor generalny Lasów Państwowych.

## Życiorys
W 1992 ukończył Technikum Leśne w Biłgoraju, a w 1997 studia w Szkole Głównej Gospodarstwa Wiejskiego w Warszawie. W 2007 na Wydziale Leśnym SGGW uzyskał stopień naukowy doktora nauk leśnych w oparciu o pracę Stan podsadzeń jako podstawa planowania przebudowy drzewostanów sosnowych w Górnośląskim Okręgu Przemysłowym.
Pracę zawodową rozpoczął w 1997 w nadleśnictwie Leżajsk. W latach 1998–2002 zatrudniony był w nadleśnictwie Pszczyna, natomiast od 2003 pracował w nadleśnictwie Kobiór. W grudniu 2007 został powołany na stanowisko zastępcy dyrektora generalnego Lasów Państwowych do spraw marketingu, organizacji i rozwoju. Od kwietnia 2008 do lutego 2012 sprawował funkcję dyrektora generalnego Lasów Państwowych. Następnie powrócił do pracy w nadleśnictwie Kobiór, obejmując 1 lipca 2012 stanowisko nadleśniczego. 20 kwietnia 2017 został z niego odwołany. 6 września 2024 powołany na stanowisko dyrektora Regionalnej Dyrekcji Lasów Państwowych w Krośnie.
W 1998 został członkiem NSZZ „Solidarność”. Od maja 2006 do grudnia 2007 był przewodniczącym Krajowej Sekcji Pracowników Leśnictwa.